# Discovery (wahadłowiec)
Discovery (oznaczenie NASA dla orbitera – OV-103) – skonstruowany przez NASA amerykański wahadłowiec kosmiczny, przystosowany do odbywania wielokrotnych podróży na orbitę. Był trzecim promem NASA, który odbył lot w przestrzeń kosmiczną (wcześniej taką podróż odbyły Columbia i Challenger). Jego pierwsza podróż kosmiczna miała miejsce 30 sierpnia 1984, a ostatnia zakończyła się 9 marca 2011. Jego zadaniem w ostatnich latach był transport załogi i wymiana zaopatrzenia Międzynarodowej Stacji Kosmicznej (ISS).
Discovery wyniósł na orbitę teleskop Hubble’a, a także uczestniczył w dwóch misjach serwisowych tego satelity. To właśnie Discovery wznowił amerykańskie podróże kosmiczne po katastrofie Challengera w roku 1986 (STS-26, 29 września - 4 października 1988 roku, po przerwie trwającej 975 dni) i wahadłowca Columbii w roku 2003 (STS-114, 26 lipca - 9 sierpnia 2005 roku, po przerwie trwającej 905 dni). Odbył trzydzieści dziewięć misji - więcej niż którykolwiek z promów.

## Nazwa
Nazwę wahadłowca można łączyć z wieloma statkami, które w ciągu stuleci przemierzały morza i oceany. Tak nazywał się statek Henry'ego Hudsona, który na początku XVII w. poszukiwał północnego połączenia Atlantyku z Pacyfikiem. Nazwę Discovery nosił również statek Jamesa Cooka, który dotarł do nieznanych wówczas wysp – Hawajów. Royal Geographical Society nazwało w ten sposób statki, które uczestniczyły w ekspedycjach do biegunów północnego i południowego.

## Ważniejsze daty
| Dzień           | Rok  | Postęp                                                         |
| --------------- | ---- | -------------------------------------------------------------- |
| 29 stycznia     | 1979 | Zawarcie kontraktu na konstrukcję                              |
| 27 sierpnia     | 1979 | Rozpoczęcie budowy modułu załogowego                           |
| 20 czerwca      | 1980 | Rozpoczęcie budowy dolnej części kadłuba                       |
| 10 listopada    | 1980 | Początek montażu rufowej części kadłuba                        |
| 8 grudnia       | 1980 | Początek instalacji systemów w rufowej części kadłuba          |
| 2 marca         | 1981 | Rozpoczęcie budowy i montażu drzwi luku                        |
| 26 października | 1981 | Początek instalacji systemów – moduł załogi                    |
| 4 stycznia      | 1982 | Początek instalacji systemów w górnej dziobowej części kadłuba |
| 16 marca        | 1982 | Środkowa część kadłuba w doku, Palmdale                        |
| 30 marca        | 1982 | Lotki w doku, Palmdale                                         |
| 30 kwietnia     | 1982 | Do Palmdale docierają skrzydła od Grummana                     |
| 30 kwietnia     | 1982 | Dziobowa dolna część kadłuba w hangarze                        |
| 16 lipca        | 1982 | Dziobowa górna część kadłuba w hangarze                        |
| 5 sierpnia      | 1982 | Stabilizator pionowy w hangarze                                |
| 3 września      | 1982 | Początek ostatecznego montażu                                  |
| 15 października | 1982 | Hamulec aerodynamiczny w hangarze                              |
| 11 stycznia     | 1983 | Rufowa część kadłuba w hangarze                                |
| 25 lutego       | 1983 | Zakończenie ostatecznego montażu                               |
| 28 lutego       | 1983 | Początek wstępnych testów podsystemów                          |
| 13 maja         | 1983 | Koniec wstępnych testów podsystemów                            |
| 26 lipca        | 1983 | Zakończenie testów podsystemów                                 |
| 12 sierpnia     | 1983 | Ostateczne zatwierdzenie                                       |
| 16 października | 1983 | Wytoczenie z Palmdale                                          |
| 5 listopada     | 1983 | Transport lądowy z Palmdale do Edwards                         |
| 9 listopada     | 1983 | Dostarczenie do Kennedy Space Center                           |
| 2 czerwca       | 1984 | Wydanie gotowości do lotu                                      |
| 30 sierpnia     | 1984 | Pierwszy lot (STS-41-D)                                        |

## Udoskonalenia
Przy konstrukcji promu Discovery wykorzystano doświadczenia uzyskane przy tworzeniu i testowaniu promów Enterprise, Columbia i Challenger. Już w momencie opuszczenia doku Discovery ważył ponad 3 tony mniej niż Columbia.
Jesienią roku 1995 rozpoczął się dziewięciomiesięczny Okres Serwisowy Orbitera (ang. Orbiter Maintenance Down Period – OMDP). Został on przetransportowany do Palmdale, gdzie został wyposażony w piąty zestaw zbiorników kriogenicznych, a także zewnętrzną śluzę używaną przy połączeniach z Międzynarodową Stacją Kosmiczną. Do Centrum Lotów Kosmicznych im. Johna F. Kennedy'ego powrócił podczepiony do Boeinga 747 w czerwcu 1996.
Po misji STS-105, Discovery został pierwszym orbiterem, który przeszedł zestaw modyfikacji (ang. Orbiter Major Modification – OMM) w Kennedy Space Center. Prace zaczęły się we wrześniu 2002, kiedy oprócz zaplanowanych unowocześnień, dokonano wielu zmian dotyczących bezpieczeństwa w ramach programu Powrót do Lotu.

## Misje
Discovery odbył 39 podróży kosmicznych, spędził na orbicie łącznie ponad 365 dni i przeleciał w sumie 238 539 663 km. Na pokładzie przebywało 252 astronautów; liczba misji do stacji kosmicznej Mir: 1, liczba misji do stacji ISS: 13 oraz liczba okrążeń Ziemi: 5830.
Najważniejsze misje:
- 30 sierpnia 1984 – STS-41-D: pierwsza wyprawa Discovery,
- 29 września 1988 – STS-26: wznowienie lotów kosmicznych po katastrofie Challengera:
- 29 października 1998 – STS-95: najstarszy człowiek na orbicie – 77-latek John Glenn,
- 26 lipca 2005 – STS-114: wznowienie lotów kosmicznych po katastrofie Columbii

| Lp. | Lot  | Dzień           | Rok  | Misja    | Uwagi |
| --- | ---- | --------------- | ---- | -------- | --- |
| 1.  | 12.  | 30 sierpnia     | 1984 | STS-41-D | Wyniesienie satelitów: LEASAT 2, SBS 4, Telstar 302 i ładunku OAST 1                                                                                   |
| 2.  | 14.  | 8 listopada     | 1984 | STS-51-A | Wyniesienie dwóch (LEASAT 1, Anik D2) i odzyskanie dwóch satelitów telekomunikacyjnych                                                                 |
| 3.  | 15.  | 24 stycznia     | 1985 | STS-51-C | Wyniesienie satelity Departamentu Obrony Magnum 1 (USA 8)                                                                                              |
| 4.  | 16.  | 12 kwietnia     | 1985 | STS-51-D | Wyniesienie dwóch satelitów telekomunikacyjnych: LEASAT 3, Anik C1                                                                                     |
| 5.  | 18.  | 17 czerwca      | 1985 | STS-51-G | Wyniesienie satelitów: Morelos 1, Arabsat 1B, Telstar 303, Spartan 1                                                                                   |
| 6.  | 20.  | 27 sierpnia     | 1985 | STS-51-I | Wyniesienie satelitów: Aussat K1, ASC 1, LEASAT 4. Odzyskanie LEASAT 3                                                                                 |
| 7.  | 26.  | 29 września     | 1988 | STS-26   | Powrót do lotu. Wyniesienie satelity TDRS 3 |
| 8.  | 28.  | 13 marca        | 1989 | STS-29   | Wyniesienie satelity TDRS 4 i ładunków SHARE i OASIS 1                                                                                                 |
| 9.  | 32.  | 22 listopada    | 1989 | STS-33   | Wyniesienie satelity Departamentu Obrony Magnum 2 (USA 48)                                                                                             |
| 10. | 35.  | 24 kwietnia     | 1990 | STS-31   | Wyniesienie Teleskopu Kosmicznego Hubble'a |
| 11. | 36.  | 6 października  | 1990 | STS-41   | Wyniesienie Ulyssesa |
| 12. | 40.  | 28 kwietnia     | 1991 | STS-39   | Wyniesienie satelitów Departamentu Obrony: SPAS 2, CRO A, CRO B, CRO C, MPEC, i ładunków: AFP-675, STP 1                                               |
| 13. | 43.  | 12 września     | 1991 | STS-48   | Upper Atmosphere Research Satellite (UARS – Satelita Badawczy Górnej Atmosfery)                                                                        |
| 14. | 45.  | 22 stycznia     | 1992 | STS-42   | Wyniesienie eksperymentów International Microgravity Laboratory 1 (IML-1 – Międzynarodowe Laboratorium Mikrograwitacyjne) i GBA 3                      |
| 15. | 52.  | 2 grudnia       | 1992 | STS-53   | Wyniesienie satelity Departamentu Obrony QUASAR 3 i ładunków: ODERACS (od A do F)                                                                      |
| 16. | 54.  | 8 kwietnia      | 1993 | STS-56   | Wyniesienie satelity Spartan 201 i ładunku Atmospheric Laboratory (ATLAS-2 – Laboratorium Atmosferyczne, misja 2.)                                     |
| 17. | 57.  | 12 września     | 1993 | STS-51   | Wyniesienie satelitów ACTS i ORFEUS-SPAS |
| 18. | 60.  | 3 lutego        | 1994 | STS-60   | Wyniesienie satelitów ODERACS A, ODERACS B, ODERACS C, ODERACS D, ODERACS E, ODERACS F, BREMSAT i ładunków Spacehab SH-02, Wake Shield Facility, GBA 6 |
| 19. | 64.  | 9 września      | 1994 | STS-64   | Wyniesienie satelity Spartan 201 i eksperymentów LITE i GBA 7                                                                                          |
| 20. | 67.  | 3 lutego        | 1995 | STS-63   | Połączenie ze stacją kosmiczną Mir |
| 21. | 70.  | 13 lipca        | 1995 | STS-70   | Siódmy satelita systemu TDRS |
| 22. | 82.  | 11 lutego       | 1997 | STS-82   | Naprawa Teleskopu Hubble'a |
| 23. | 86.  | 7 sierpnia      | 1997 | STS-85   | Cryogenic Infrared Spectrometers and Telescopes (Kriogeniczne Spektrometry Podczerwieni i Teleskopy)                                                   |
| 24. | 91.  | 2 czerwca       | 1998 | STS-91   | Ostatnie połączenie promu ze stacją Mir |
| 25. | 92.  | 29 października | 1998 | STS-95   | Drugi lot Johna Glenna |
| 26. | 94.  | 27 maja         | 1999 | STS-96   | Zapasy dla Międzynarodowej Stacji Kosmicznej |
| 27. | 96.  | 19 grudnia      | 1999 | STS-103  | Naprawa Teleskopu Hubble'a |
| 28. | 100. | 11 października | 2000 | STS-92   | Montaż Międzynarodowej Stacji Kosmicznej |
| 29. | 103. | 8 marca         | 2001 | STS-102  | Wymiana załogi Międzynarodowej Stacji Kosmicznej |
| 30. | 106. | 10 sierpnia     | 2001 | STS-105  | Wymiana załogi Międzynarodowej Stacji Kosmicznej, dostarczenie zapasów                                                                                 |
| 31. | 114. | 26 lipca        | 2005 | STS-114  | Powrót do lotu, zapasy dla ISS, testy technik napraw poszycia promu w przestrzeni kosmicznej.                                                          |
| 32. | 115. | 4 lipca         | 2006 | STS-121  | Zaopatrzenie ISS, wymiana załogi, powrót do regularnych lotów                                                                                          |
| 33. | 117. | 10 grudnia      | 2006 | STS-116  | Zaopatrzenie ISS (zawiera element kratownicowy ITS P5), wymiana załogi                                                                                 |
| 34. | 120. | 23 października | 2007 | STS-120  | Rozbudowa ISS : moduł Harmony, wymiana załogi |
| 35. | 123. | 31 maja         | 2008 | STS-124  | Rozbudowa ISS : moduł JEM PM, wymiana załogi, części do naprawy toalety                                                                                |
| 36. | 125. | 15 marca        | 2009 | STS-119  | Rozbudowa ISS: panele słoneczne |
| 37. | 129. | 28 sierpnia     | 2009 | STS-128  | Zaopatrzenie ISS |
| 38. | 132. | 5 kwietnia      | 2010 | STS-131  | Zaopatrzenie ISS |
| 39. | 134. | 24 lutego       | 2011 | STS-133  | Zaopatrzenie ISS; ostatni lot tego wahadłowca |

| Loga misji wahadłowca Discovery | Loga misji wahadłowca Discovery | Loga misji wahadłowca Discovery | Loga misji wahadłowca Discovery | Loga misji wahadłowca Discovery | Loga misji wahadłowca Discovery | Loga misji wahadłowca Discovery | Loga misji wahadłowca Discovery |
| Loga misji wahadłowca Discovery | Loga misji wahadłowca Discovery | Loga misji wahadłowca Discovery | Loga misji wahadłowca Discovery | Loga misji wahadłowca Discovery | Loga misji wahadłowca Discovery | Loga misji wahadłowca Discovery | Loga misji wahadłowca Discovery |
| ------------------------------- | ------------------------------- | ------------------------------- | ------------------------------- | ------------------------------- | ------------------------------- | ------------------------------- | ------------------------------- |
|                                 |                                 |                                 |                                 |                                 |                                 |                                 |                                 |
| STS-41-D                        | STS-51-A                        | STS-51-C                        | STS-51-D                        | STS-51-G                        | STS-51-I                        | STS-26                          | STS-29                          |
|                                 |                                 |                                 |                                 |                                 |                                 |                                 |                                 |
| STS-33                          | STS-31                          | STS-41                          | STS-39                          | STS-48                          | STS-42                          | STS-53                          | STS-56                          |
|                                 |                                 |                                 |                                 |                                 |                                 |                                 |                                 |
| STS-51                          | STS-60                          | STS-64                          | STS-63                          | STS-70                          | STS-82                          | STS-85                          | STS-91                          |
|                                 |                                 |                                 |                                 |                                 |                                 |                                 |                                 |
| STS-95                          | STS-96                          | STS-103                         | STS-92                          | STS-102                         | STS-105                         | STS-114                         | STS-121                         |
|                                 |                                 |                                 |                                 |                                 |                                 |                                 |                                 |
| STS-116                         | STS-120                         | STS-124                         | STS-119                         | STS-128                         | STS-131                         | STS-133                         |                                 |

## Galeria

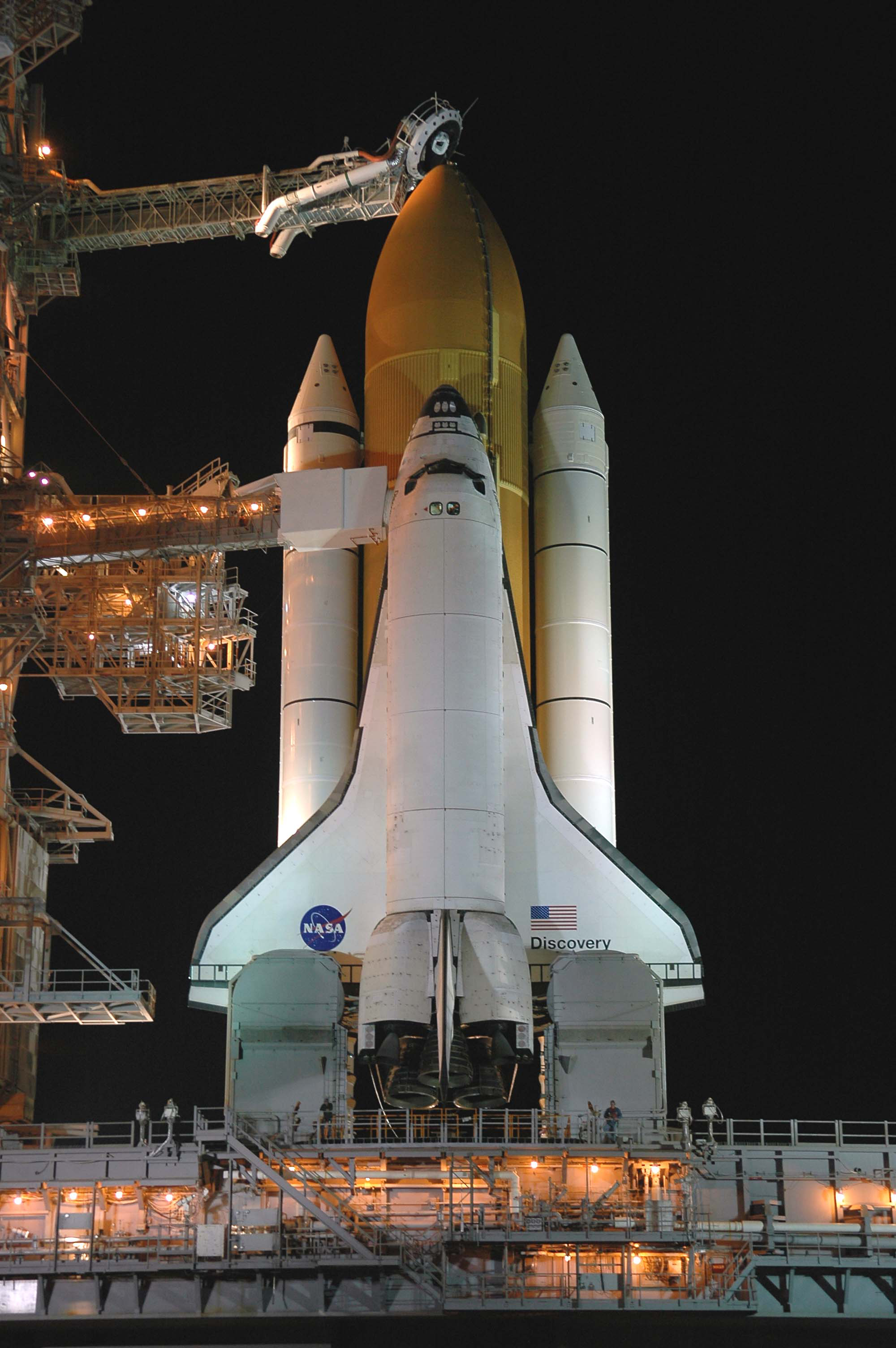
Prom na platformie LC39B oświetlony po odsunięciu Ruchomej Struktury Obsługi
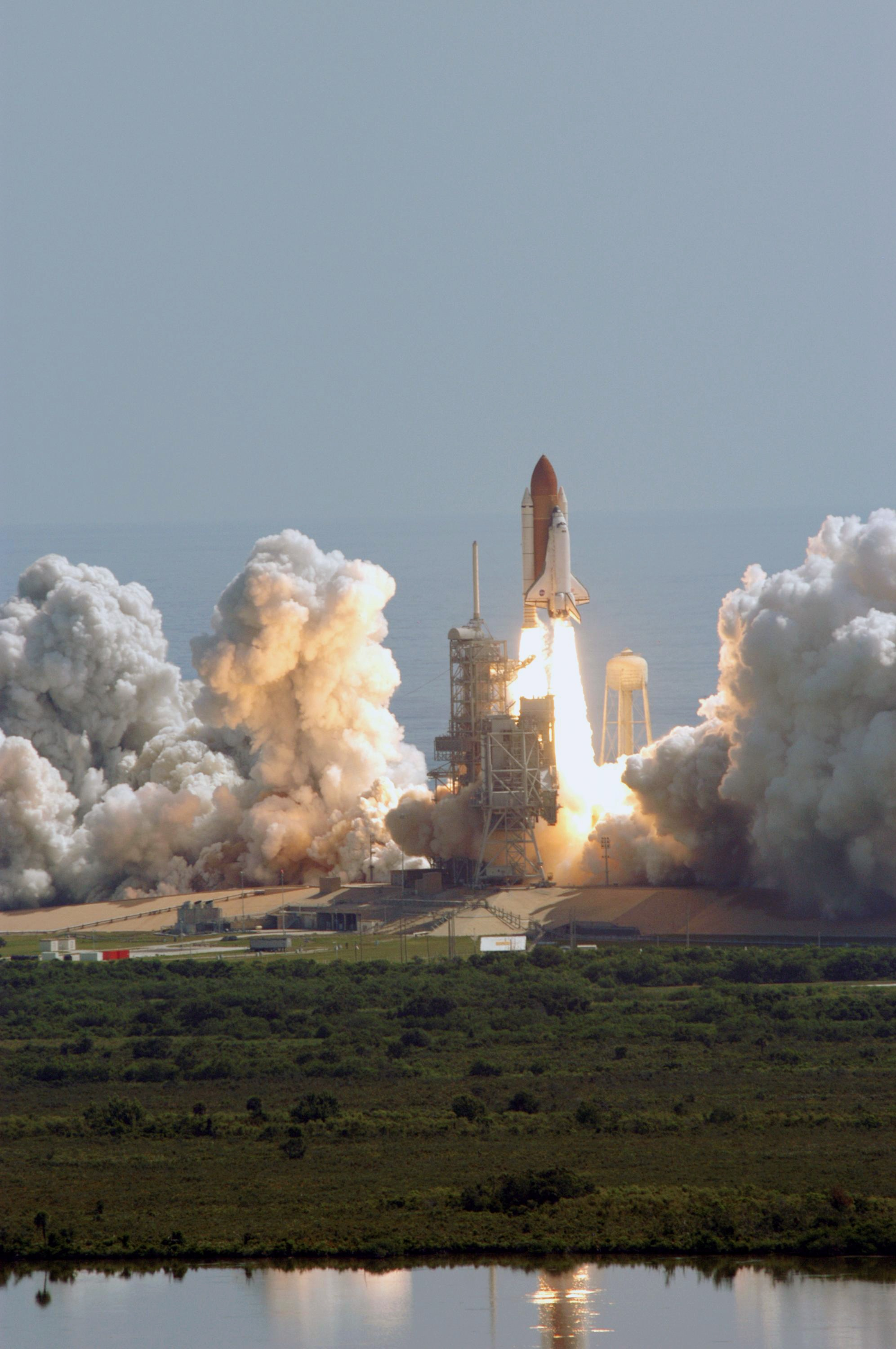
Start promu
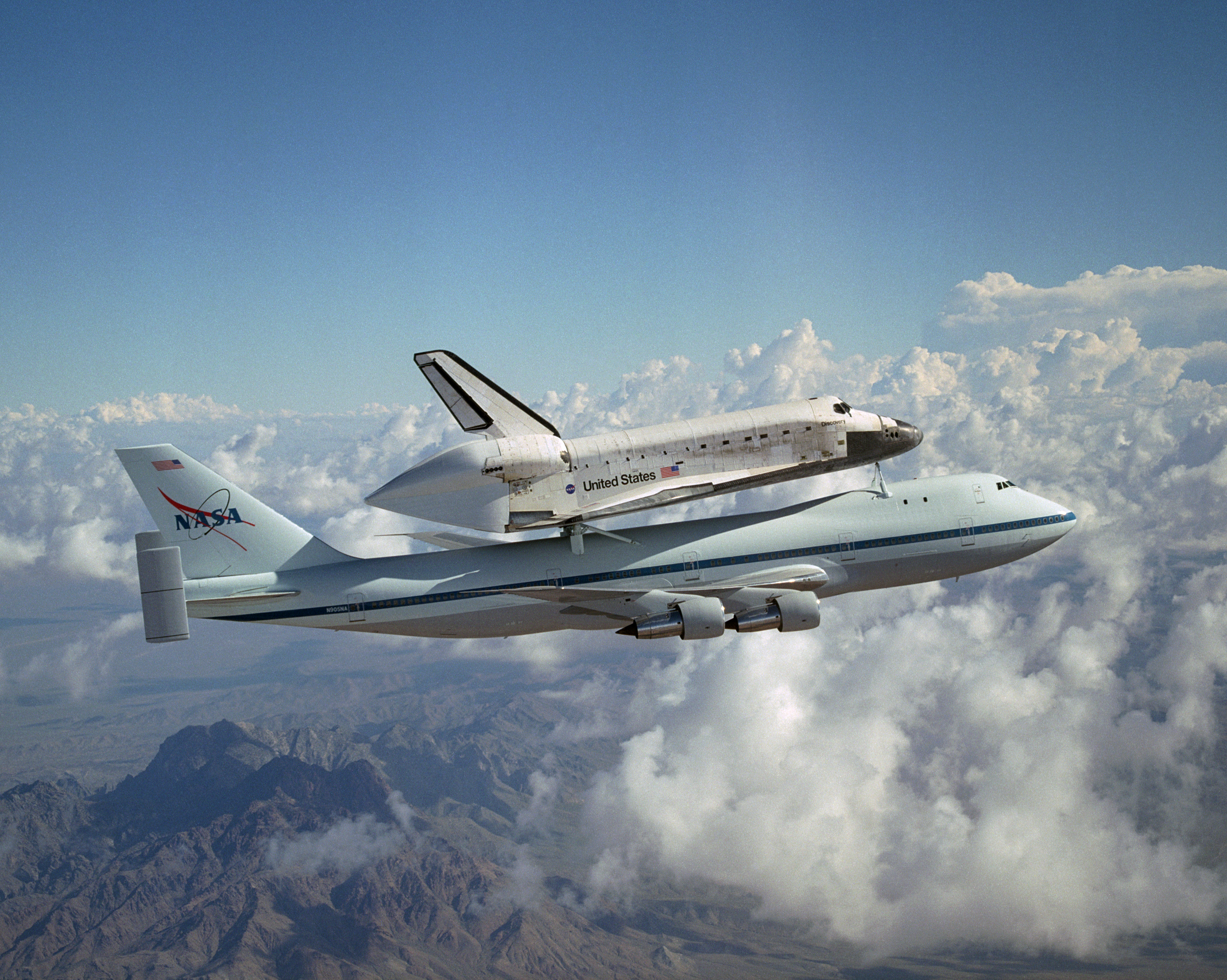
Wahadłowiec w czasie transportu z Edwards do KSC
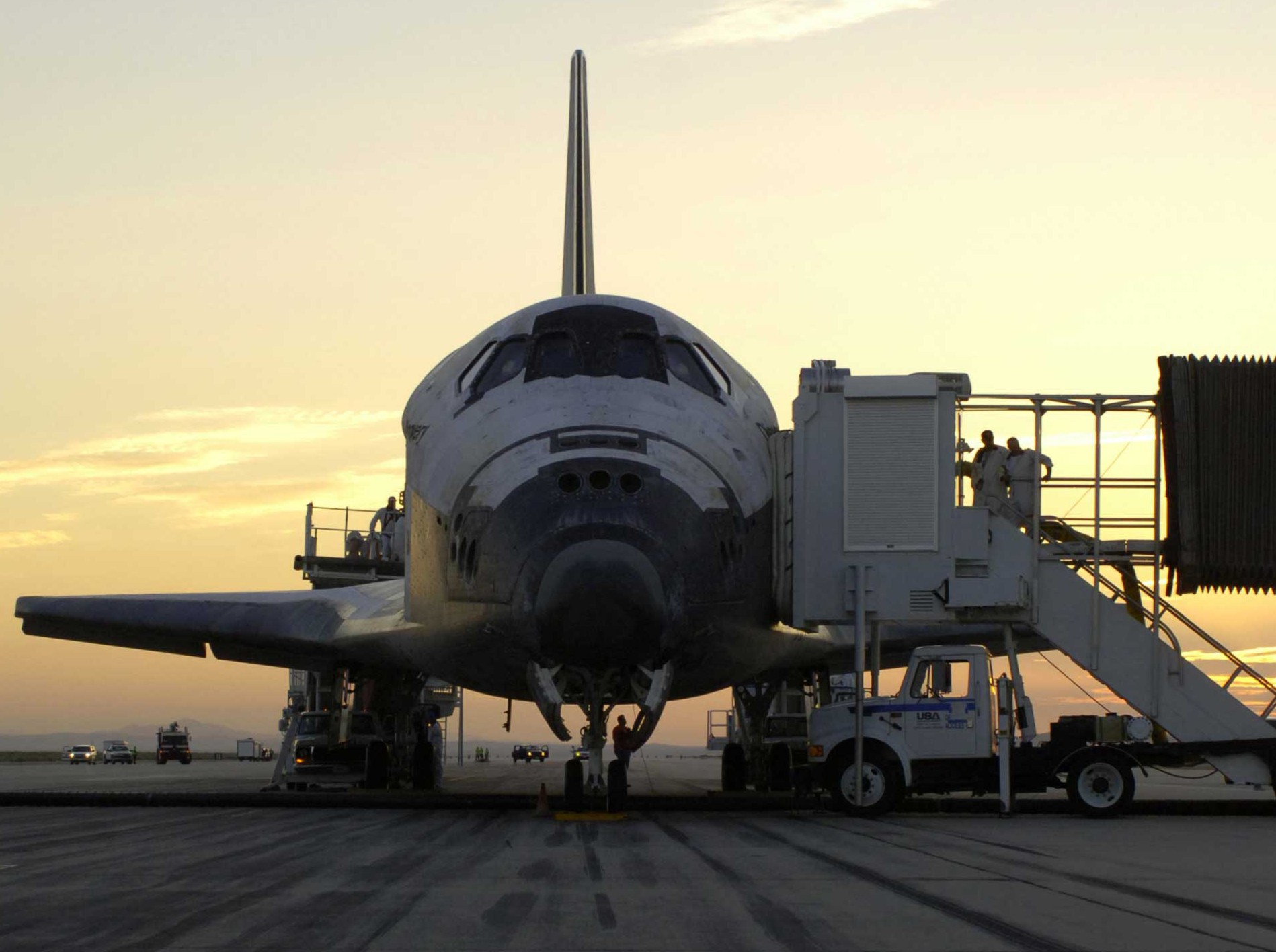
Na pasie lotniska po skończonej misji
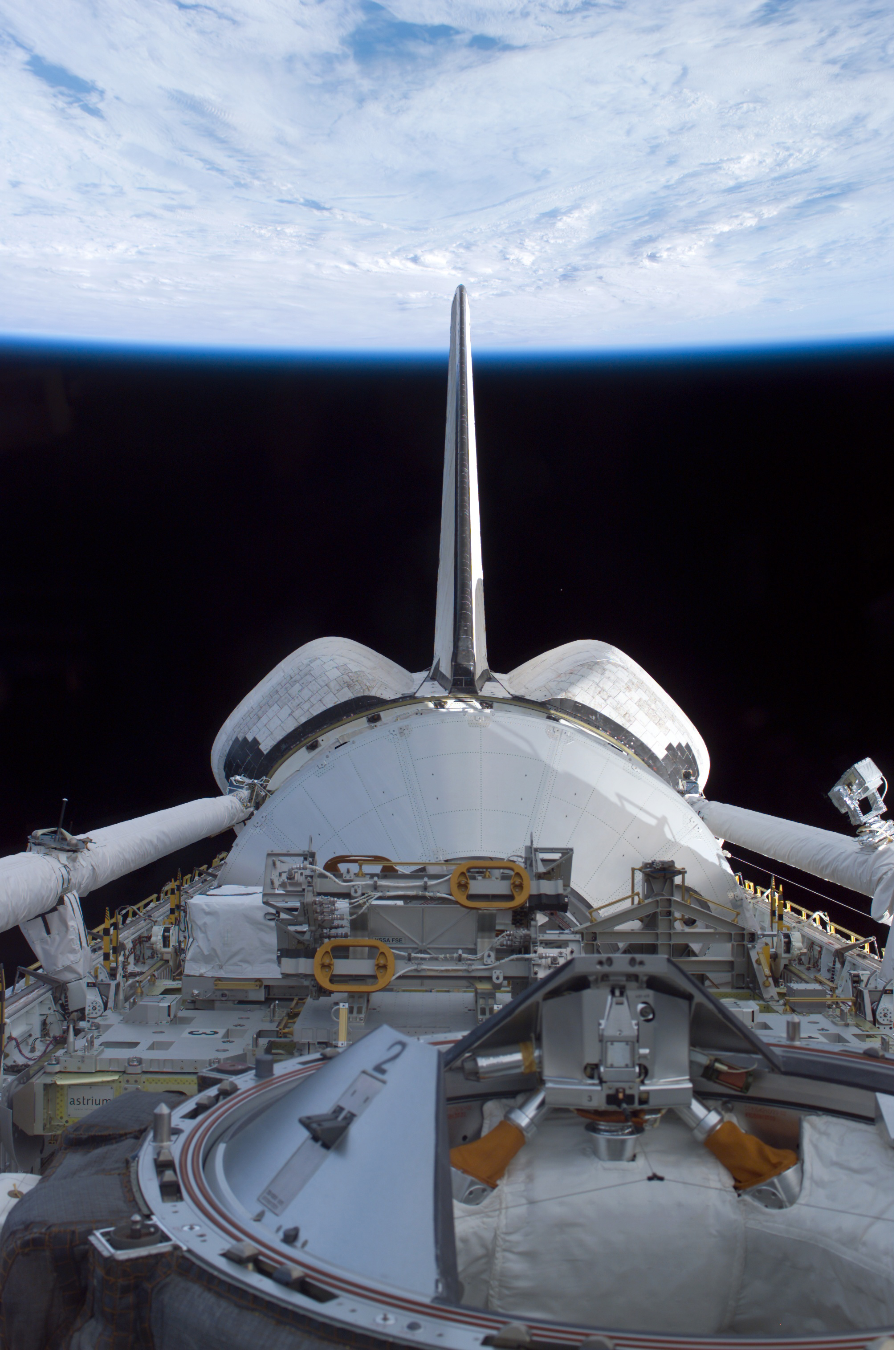
Discovery, Ziemia, luk towarowy – podchodzenie do ISS
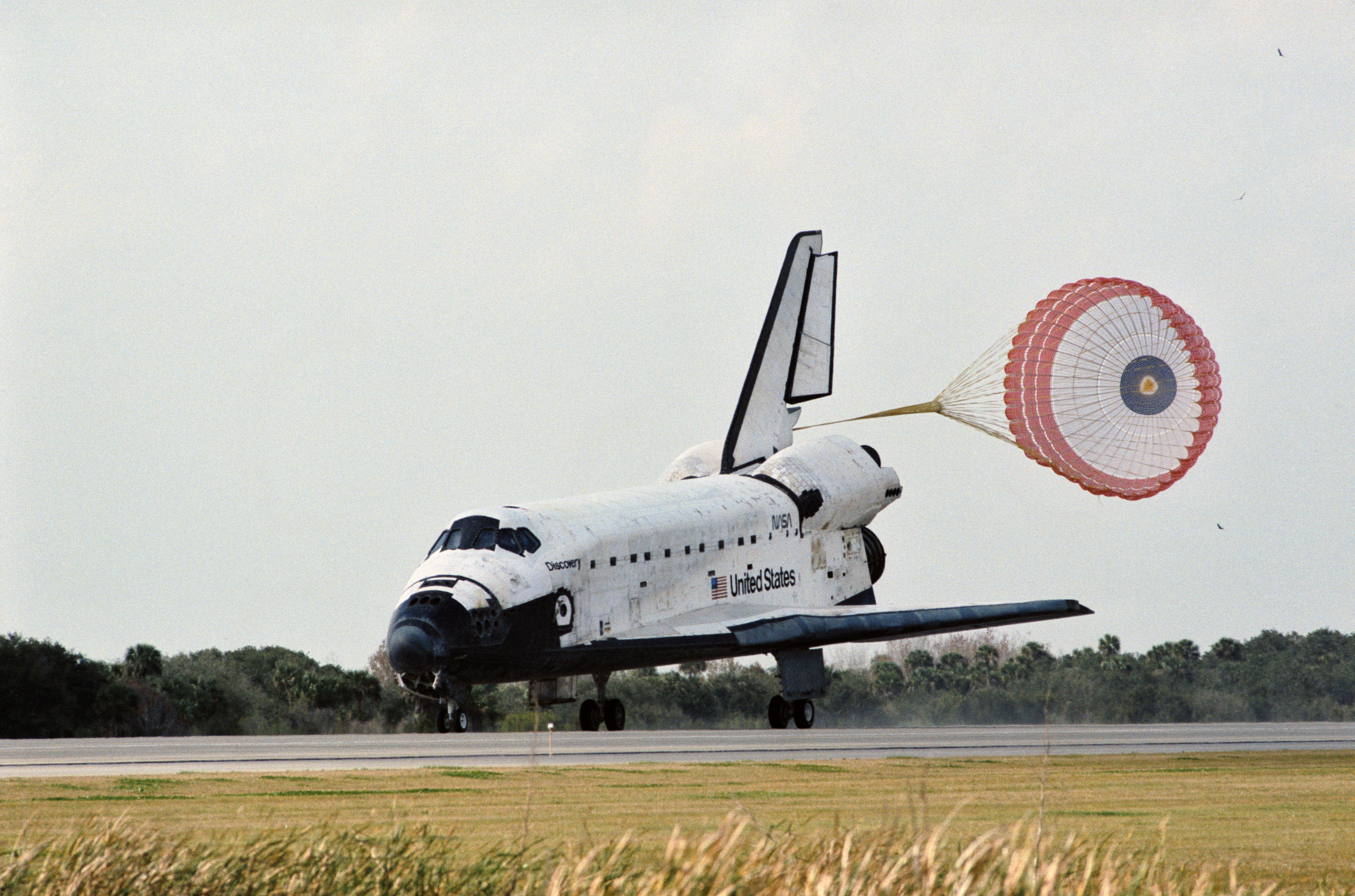
Lądowanie kończące misję STS-60
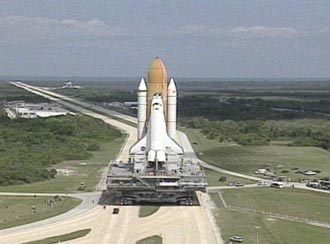
Transport za pomocą MLP na pojeździe Crawler-transporter
Lądowanie w misji STS-92
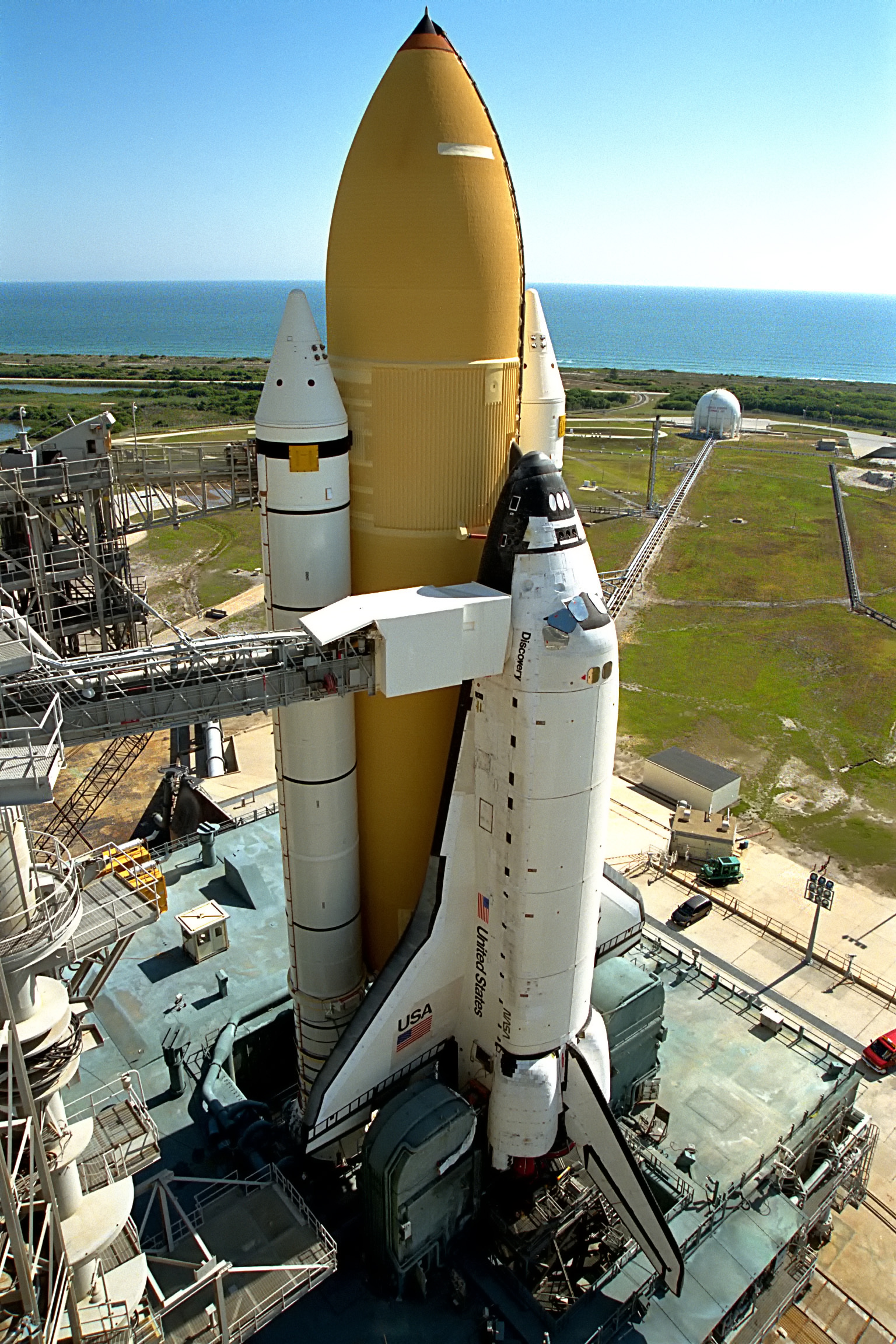
Prom na platformie
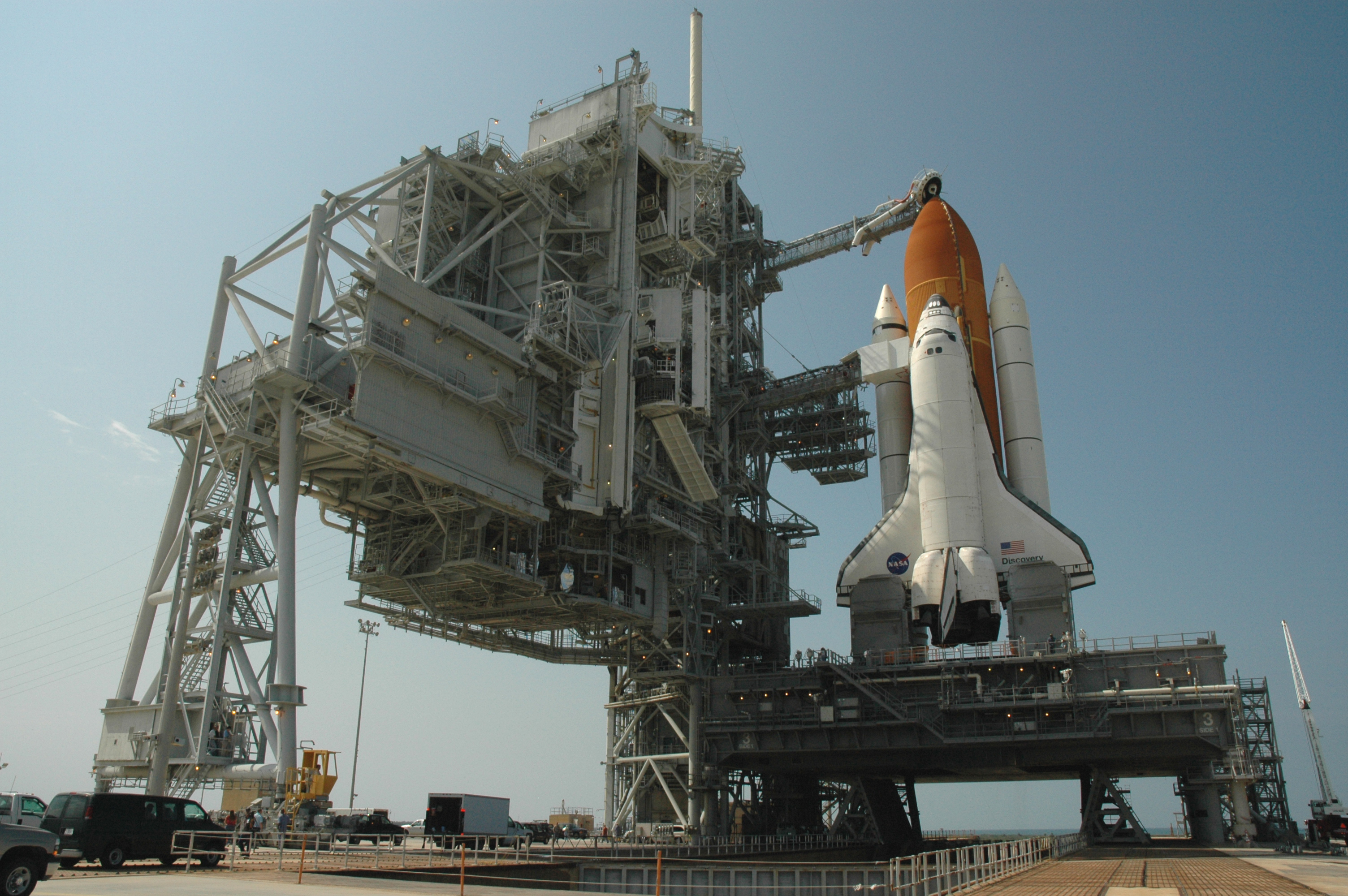
Discovery na platformie LC39B przed startem STS-114
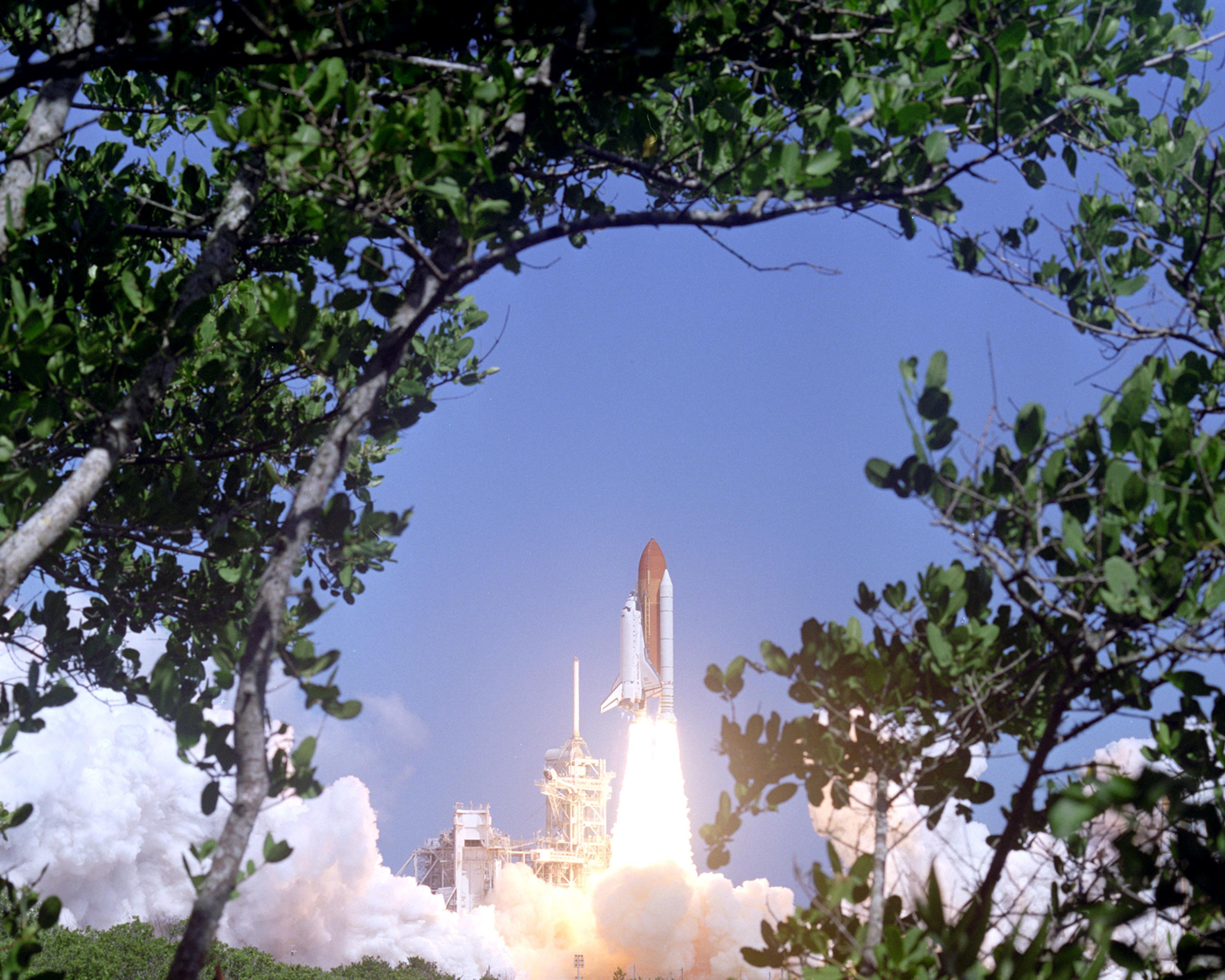
Start w misji STS-114
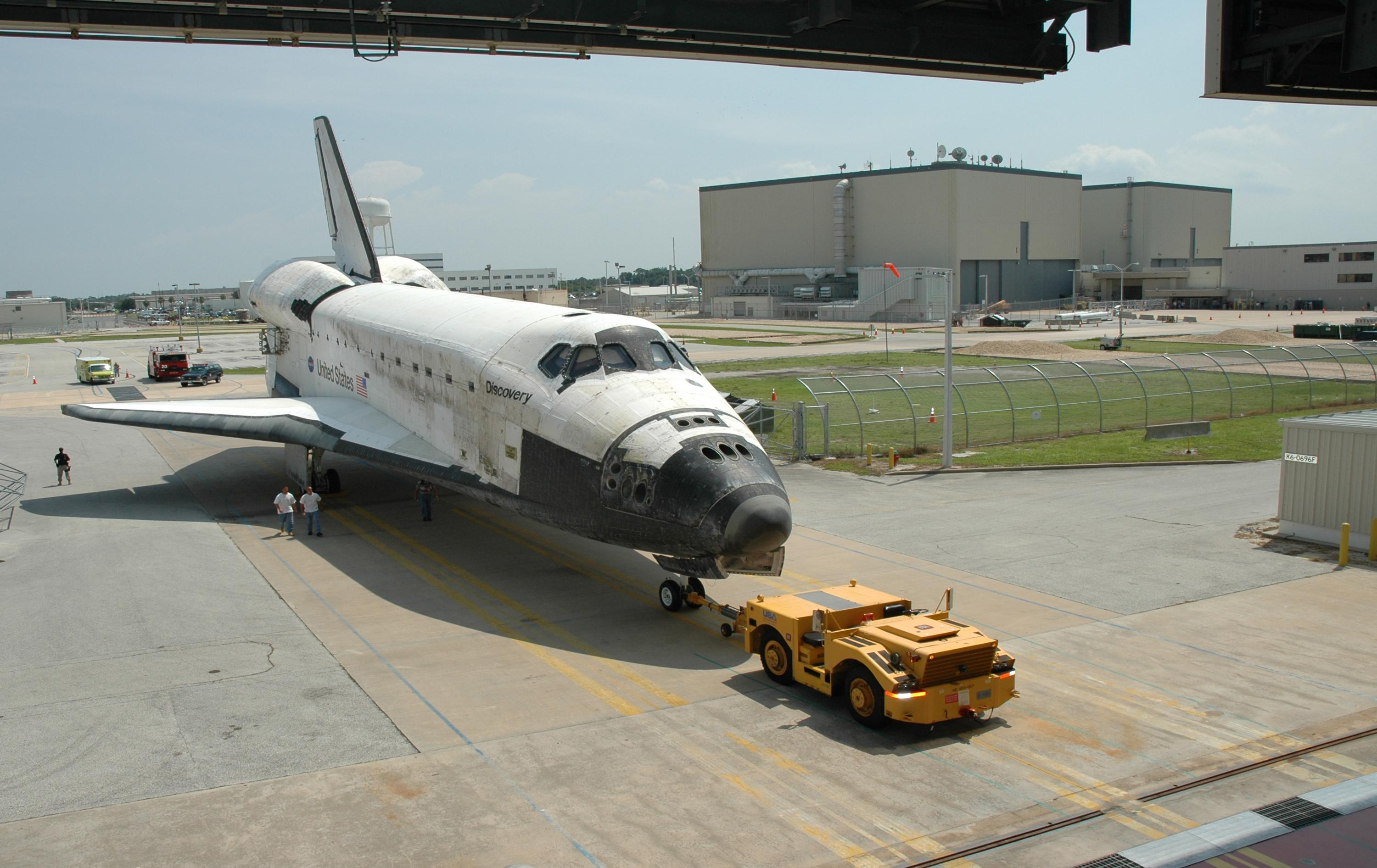
Prom po powrocie do KSC po misji STS-114